# Дубляни (село)
Дубля́ни — село в Україні, у Демидівській селищній громаді Дубенського району Рівненської області. Населення становить 631 особа.

## Географія

## Історія

### Археологічні знахідки
Село постраждало від татарського нападу у вересні 1621 року, про що перед Луцьким ґродським урядом свідчив Габрієль Королюк.
19 ст
7 (20) листопада 1917 року, відповідно до Третього Універсалу Української Центральної Ради, увійшло до складу Української Народної Республіки.

### Повоєнний період
У 1940-ві роки села Дубляни та Старі Дубляни були об'єднані в єдине село Дубляни.

### Незалежна Україна
12 червня 2020 року, відповідно до розпорядження Кабінету Міністрів України № 722-р від «Про визначення адміністративних центрів та затвердження територій територіальних громад Рівненської області», увійшло до складу Демидівської селищної громади Демидівського району.
19 липня 2020 року в результаті адміністративно-територіальної реформи та ліквідації Демидівського району село ввійшло до складу Дубенського району.

## Населення
За переписом населення України 2001 року в селі мешкало 727 осіб.

### Мова
Розподіл населення за рідною мовою за даними перепису 2001 року:
| Мова       | Відсоток |
| ---------- | -------- |
| українська | 99,59 %  |
| російська  | 0,41 %   |

## Транспорт
Щоденно через село Дубляни проходить маршрутне таксі Рівне-Перекалі.
З Демидівки на Перекалі (06:40, 07:45, 13:30, 19:15)
З Перекаль на Демидівку (07:30, 08:45, 14:45, 19:50)

## Релігія
Окраса села — велична Церква святого Миколая, зведена у 1848 році, належить до ПЦУ. Настоятель митрофорний прот. Ярослав Смага

## Культура
Діє дошкільний навчальний заклад «Веселка».